# Tensor (objecte matemàtic)

Un tensor de segon ordre, en tres dimensions.

En matemàtiques, un tensor és un objecte algebraic que descriu una relació multilineal entre conjunts d'objectes algebraics relacionats amb un espai vectorial. Els tensors poden mapejar entre diferents objectes, com ara vectors, escalars i fins i tot altres tensors. Hi ha molts tipus de tensors, inclosos els escalars i els vectors (que són els tensors més simples), vectors duals, mapes multilineals entre espais vectorials i fins i tot algunes operacions com el producte de punts. Els tensors es defineixen com independents de qualsevol base, tot i que sovint se'ls fa referència pels seus components en una base relacionada amb un sistema de coordenades particular; Aquests components formen una matriu, que es pot considerar com una matriu d'alta dimensió.
Els tensors han guanyat importància en física ja que proporcionen un marc matemàtic concís per formular i solucionar problemes matemàtics en àrees com la mecànica (tensió, elasticitat, en mecànica dels fluids, moment d'inèrcia…) l'electrodinàmica clàssica (tensor electromagnètic, tensor de tensions de Maxwell, permitivitat, susceptibilitat magnètica…) o la relativitat general (tensor d'energia-moment, tensor de curvatura…) entre d'altres camps. En les seves aplicacions, és habitual estudiar situacions en què hi ha un tensor diferent en cada punt d'un objecte; per exemple la tensió en un objecte pot variar d'un lloc a un altre. Això dona lloc al concepte de camp tensorial. En algunes àrees, els camps tensorials són tan ubics que s'anomenen simplement "tensors".
Tullio Levi-Civita i Gregorio Ricci-Curbastro van popularitzar els tensors l'any 1900, seguint l'obra prèvia de Bernhard Riemann i d'Elwin Bruno Christoffel i altres, com a part del càlcul diferencial absolut. El concepte va permetre una formulació alternativa de la geometria diferencial instrínsica d'una varietat en la forma de tensor de curvatura de Riemann.

## Rerefons
La paraula la va introduir William Rowan Hamilton a 1846, però la va fer servir per al que actualment es coneix com a mòdul. La paraula es va usar en la seva accepció actual per Woldemar Voigt a 1899. La paraula tensor ve del llatí tensus, participi passat de tendere 'estirar, estendre'. El nom es va difondre aviat perquè la teoria de l'elasticitat va ser una de les primeres aplicacions físiques on es van usar tensors.
La notació va ser desenvolupada al voltant de 1890 per Gregorio Ricci-Curbastro sota el títol de geometria diferencial absoluta, i ho va fer accessible a molts matemàtics amb la publicació del text clàssic de Tullio Levi-Civita Càlcul diferencial absolut a 1900 (en italià, amb posteriors traduccions). L'acceptació més àmplia del càlcul tensorial es va assolir amb la introducció de la teoria de la relativitat general per part d'Einstein al voltant de 1915. La relativitat general es formula totalment en el llenguatge dels tensors, que Einstein havia après del mateix Levi-Civita amb gran esforç per la seva dificultat intrínseca. Però els tensors s'utilitzen també dins d'altres camps com ara la mecànica de medis continus (vegeu tensor de tensions o elasticitat lineal).
Cal notar que la paraula "tensor" s'utilitza sovint com a abreviatura de camp tensorial, que és un valor tensorial definit en cada punt en una varietat.

## L'elecció de l'enfocament
Hi ha dues maneres d'apropar-se a la definició de tensor:
- La manera usual de la física de definir els tensors, en termes d'objectes les components es transformen sota canvis de coordenades segons certes regles, introduint la idea de transformacions covariants o contravariants.

- La manera usual de la matemàtica, que implica definir certs espais vectorials definits a partir d'un espai vectorial donat, sense fixar qualsevol conjunts de coordenades fins que les bases s'introdueixin per necessitat.

Els vectors covariant de primer ordre, per exemple, també es descriuen com formes diferencials de covectors o 1-formes, o com els elements de l'espai dual.

## Exemples
No totes les relacions en la naturalesa són lineals, però la majoria és diferenciable i així es poden aproximar localment amb sumes de funcions multilineals. Així la majoria de les quantitats en les ciències físiques es poden expressar profitosament com tensors.
Com a exemple simple es pot considerar una nau a l'aigua, de la que volem descriure la seva resposta a una força aplicada. La força és un vector, i la nau respondrà amb una acceleració, que és també un vector. L'acceleració en general no estarà nevessàriament en la mateixa direcció que la força, a causa de la forma particular del cos de la nau i del punt d’aplicació de la força. No obstant això, resulta que la relació entre la força i l'acceleració és lineal. Aquesta relació és descrita per un tensor del tipus (1, 1). És a dir, que transforma un vector en un altre vector. El tensor es pot representar com una matriu que quan és multiplicada per un vector, doni lloc a un altre vector. Així com els nombres que representen un vector canviaran si un canvia el conjunt de coordenades, els nombres en la matriu que representa el tensor també canviaran quan es canviï el conjunt de coordenades.
En enginyeria, les tensions a l'interior d'un sòlid deformable o líquid també són descrites per un tensor. Si un element superficial particular dins del material se selecciona, el material en una banda de la superfície d'aplicar una força en l'altre costat. En general, aquesta força no serà ortogonal a la superfície, sinó que dependrà de l'orientació de la superfície d'una manera lineal. Això és descrit per un tensor del tipus (2, 0), o més exactament per un camp tensorial del tipus (2, 0), ja que les tensions poden canviar punt a punt.
Alguns exemples ben coneguts de tensors en geometria són les formes quadràtiques, i el tensor de curvatura. Alguns exemples de tensors físics són el tensor d'energia-moment, el tensor de polarització i el tensor dielèctric.
Les quantitats geomètriques i físiques poden ser categoritzades considerant els graus de llibertat inherents a la seva descripció. Les quantitats escalars són les que es poden representar per un sol nombre: rapidesa, massa, temperatura, per exemple. Hi ha també quantitats tipus vector, per exemple força, que requereixen una llista de nombres per a la seva descripció. Finalment, les quantitats com ara formes quadràtiques requereixen naturalment una matriu amb índexs múltiples per la seva representació. Aquestes últimes quantitats es poden concebre només com tensors.
Realment, la noció tensorial és absolutament general, i s'aplica a tots els exemples esmentats, mentre que els escalars i els vectors són casos particulars de tensors. La propietat que distingeix un escalar d'un vector, i distingeix tots dos d'una quantitat tensorial més general, és el nombre d'índexs en la matriu de la representació. Aquest nombre s'anomena rang d'un tensor. Així, els escalars són els tensors de rang zero (sense índexs), i els vectors són els tensors de rang u.

## Enfocaments
Hi ha enfocaments equivalents per a visualitzar i treballar amb els tensors, que el contingut és realment igual pot arribar a ser evident només amb una certa familiaritat amb el material.
- l'enfocament clàssic

L'enfocament clàssic visualitza els tensors com matrius multidimensionals que són generalitzacions  n -dimensionals dels escalars, vectors d'1 dimensió i matrius de dues dimensions. Els "components" tensorials són els índexs de l'arranjament.
Aquesta idea pot ser generalitzada encara més els camps tensorials, on els elements del tensor són funcions, o encara és diferencial.
La teoria del camp tensorial es pot veure, grosso modo, en aquest enfocament, com una altra extensió de la idea del Jacobià.
- l'enfocament (lliure de components) modern: L'enfocament modern visualitza els tensors inicialment com a objectes abstractes, expressant un cert tipus definit de concepte multi-lineal. Les seves propietats ben conegudes es poden derivar de les seves definicions, com a funcions lineals o encara més generals, i les regles per a les manipulacions de tensors es presenten com a extensió de l'àlgebra lineal a l'àlgebra multilineal.

Aquest tractament ha substituït en gran part el tractament basat en components per a l'estudi avançat, a la manera en què el tractament lliure de components més modern de vectors substitueix el tractament basat en components tradicional encara que el tractament basat en components s'hagi utilitzat per a proporcionar una motivació elemental per al concepte d'un vector. Es podria dir que el lema és 'tensors són elements d'un cert espai tensorial'.
- El tractament intermedi de tensors prova de construir un pont sobre els dos extrems, i mostrar les seves relacions.

En el fons s'expressa el mateix contingut de còmput, de les dues maneres.

## Densitats tensorials
També és possible que un camp tensorial tingui una "densitat". Un tensor amb la densitat r es transforma com un tensor ordinari sota transformacions de coordenades, excepte que també és multiplicat pel determinant del Jacobià a la potència r-èsima. Això s'explica millor, potser, amb els fibrats vectorials: on el fibrat determinant del fibrat tangent és un fibrat de línia que es pot utilitzar per torçar altres fibrats r vegades.

## Covariància i contravariància
Per apropar-nos al concepte de covariància i contravariança primer unes definicions. Acceptem inicialment les següents definicions. Un tensor contravariant de segon ordre és aquell que es transforma segons:

(1){\displaystyle {A'}^{ij}={\frac {\partial x_{i}^{\prime }}{\partial x_{k}}}{\frac {\partial x_{j}^{\prime }}{\partial x_{l}}}A^{kl}}

Un tensor covariant de segon ordre és aquell que es transforma segons:

(2){\displaystyle C_{ij}^{\prime }={\frac {\partial x_{k}}{\partial x_{i}^{\prime }}}{\frac {\partial x_{l}}{\partial x_{j}^{\prime }}}C_{kl}}

Per un moment, ignorem la posició dels índexs. Sigui {\displaystyle {x_{k}}} una base qualsevol de l'espai i apliquem una transformació de coordenades que ens porta a la nova base {\displaystyle {x_{k}^{\prime }}}. Suposem que ho volem fer mitjançant una transformació ortogonal, que a més conservi la norma, és a dir, una transformació ortonormal, per simplificar el càlcul.
Per tractar-se d'una transformació ortonormal la longitud no es veu afectada. És a dir, la quantitat {\displaystyle A_{i}x_{i}\equiv A_{j}^{\prime }x_{j}^{\prime }} és un invariant.
Ha d'existir una certa relació entre la base antiga i la base nova, que vindrà donada per una matriu de canvi 'O' que ens permet recuperar les coordenades de la base antiga respecte a les de la nova base. Això es tria així per conveni.
{\displaystyle x_{i}=O_{ij}x_{j}^{\prime }}
Com que es tracta d'una transformació ortonormal ({\displaystyle O^{-1}\equiv O^{T}}), el canvi invers és:
{\displaystyle x_{j}^{\prime }=O_{ji}x_{i}}
Això significa que el vector 'A' a la nova base vindrà donat per:
{\displaystyle A_{i}=O_{ji}A_{j}^{\prime }}
O, cosa que és el mateix, {\displaystyle A=O^{T}A^{\prime }} o bé {\displaystyle A^{\prime }=OA}
Un cop ha quedat clar com anem a transformar el nostre vector passem als tensors. Suposem que tenim un n-tensor (tensor d'ordre n) {\displaystyle T_{I_{1}\ldots I_{n}}} aquest objecte es transforma com el producte de n vectors. Això significa que hi ha una relació del tipus:
{\displaystyle T_{j_{1},...,j_{n}}=O_{j_{1}i_{1}}...O_{j_{n}i_{n}}T_{i_{1},...,i_{n}}} (3)
Utilitzant aquesta notació, les dues equacions del principi queden com segueix:
{\displaystyle A_{j_{1}j_{2}}^{\prime }=O_{j_{1}i_{1}}O_{j_{2}i_{2}}A_{i_{1}i_{2}}}
{\displaystyle C_{j_{1}j_{2}}^{\prime }=O_{i_{1}j_{1}}O_{i_{2}j_{2}}C_{i_{1}i_{2}}}
És a dir, un n-tensor es comporta com el vector A però de forma generalitzada an dimensions, ara la matriu de canvi és un producte de n matrius que ens diuen exactament com es transforma el nostre n-tensor.
Un exemple simple de n-tensor és justament el producte de n vectors, {\displaystyle T_{i_{1},...,i_{n}}=A_{i_{1}}B_{i_{2}}...X_{i_{n}}} ja que basant-nos en el que vaig escriure abans pel vector A això compleix exactament el que he descrit per al n-tensor.
El primer dels dos 2-tensors (A) es transforma com el segon (C) però utilitzant la matriu transposada en lloc de la matriu 'O' original (si no estiguéssim en coordenades ortogonals, la matriu seria inversa en lloc de transposada). Llavors ens topem amb un problema de notació en estar trucant igual a dues coses diferents. Per salvar aquest inconvenient als tensors del tipus:
{\displaystyle A'^{j_{1}j_{2}}=O_{j_{1}i_{1}}O_{j_{2}i_{2}}A^{i_{1}i_{2}}}
els anomenarem tensors contravariants perquè es transformen amb la matriu inversa i escriurem els índexs dels seus components dalt a manera de superíndex.
Als tensors que es transformen amb la matriu transposada els anomenarem covariant i els índexs els escriurem sota.
A l'espai euclidià el tensor mètric {\displaystyle G_{ij}} és la matriu identitat. Per tant, es verifica trivialment que {\displaystyle G_{ij}=G_{ji}} i, per tant, tensors covariant i contravariants utilitzen la mateixa matriu de transformació de manera que no cal fer cap distinció.

## Tensors en infinites dimensions
Fins ara, la discussió sobre els tensors assumeix una dimensionalitat finita dels espais involucrats, on els espais dels tensors obtinguts per cada una d'aquestes construccions són naturalment isomòrfics. Les construccions d'espais de tensors basades en el producte tensorial i les funcions multlineals es poden generalitzar, essencalment sense modificar-los, a feixos de vectors o politges coherents. Per a espais vectorials de dimensió finita, les topologies inequivalents condueixen a nocions inequivalents de tensor, i aquests isomorfismes poden o no ser vàlids en funció del que signifiqui exactament per a un tensor (vegeu producte de tensor topològic). En algunes aplicacions, és el producte tensorial dels espais de Hilbert, és a dir, les propietats dels quals són les més similars al cas de dimensió finita. Una visió més moderna és que és l'estructura dels tensors com una categoria monoidal simètrica la que codifica les seves propietats més importants, en lloc dels models específics d'aquestes categories.